# Dalbergia oligophylla
Dalbergia oligophylla là một loài rau đậu thuộc họ Fabaceae.
Loài này chỉ có ở Cameroon.
Môi trường sống tự nhiên của chúng là vùng núi ẩm nhiệt đới hoặc cận nhiệt đới.
Chúng hiện đang bị đe dọa vì mất môi trường sống.